# ویکتور بتیک
ویکتور بتیک (اوکراینی: Віктор Гаврилович Батюк؛ ۱۹۳۹ – ۱۹۹۶) دیپلمات، شاعر، و مترجم اهل اتحاد جماهیر شوروی سوسیالیستی بود.